# Gwiazdozbiór Orła
Orzeł (łac. Aquila, dop. Aquilae, skrót Aql) – gwiazdozbiór nieba południowego, 22. co do wielkości, jest łatwo zauważalny z powodu najjaśniejszej gwiazdy Altair, α (Aql) 0,76m (pierwsza liga jasności gwiazd – 12. miejsce). Konstelacja Orła znana była już w Mezopotamii (trzy tysiące lat temu), jednak nie zawsze była nazywana Orłem. Liczba gwiazd dostrzegalnych nieuzbrojonym okiem: około 70. W Polsce widoczna latem.

## Mity i legendy
Najlepiej znaną mitologią wspominającą o tym orle jest mitologia grecka, ale jest możliwe, że Orzeł jest gwiazdozbiorem dużo starszym.
Gwiazdozbiór wyobraża mitologicznego orła, pod postacią którego Zeus sfrunął na ziemię porywając na Olimp urodziwego królewicza trojańskiego Ganimedesa, by uczynić go podczaszym bogów. Później Ganimedes znalazł się wśród gwiazd pobliskiej konstelacji Wodnika. Przedstawiany jako orzeł w locie, dźwigający w szponach młodego chłopca. Orzeł kieruje swój lot w stronę gwiazd Koziorożca. Był również ptakiem przynoszącym pioruny dla Zeusa.
Niektóre z gwiazd, obecnie wliczanych w skład gwiazdozbioru Orła, tworzyły kiedyś gwiazdozbiór Antinous (Młodzieniec), teraz już nieuznawany. Nazwa grupy sięga II wieku, kiedy cesarz rzymski Hadrian, być może zainspirowany opowieścią o Zeusie i Ganimedesie, utworzył ją, by upamiętnić ulubionego młodzieńca na swoim dworze. Według legendy ten młodzieniec poświęcił się, by przedłużyć życie cesarza. W atlasach gwiazd XVI-XIX wieku Orzeł przedstawiany jest z Antinousem w szponach, a więc tak, jakby Młodzieniec reprezentował Ganimedesa.
W średniowieczu astronomowie arabscy (a pod ich wpływem także europejscy) konstelację nazywali Sępem w locie (łac. vultur volans).
W mitologii chińskiej gwiazdozbiór ten nazywa się Pasterzem.
Atlasy gwiazd od XVI do XVIII wieku znacznie się między sobą różnią w sposobie pokazywania figury orła.

## Wybrane obiekty

### Gwiazdy Orła
Wiele gwiazd konstelacji jest bardzo bladych i trzeba sporo wyobraźni, by połączyć je w figurę. Alfa (α Aql) mająca z boków Betę (β Aql) i Gammę (γ Aql) stanowią łatwo rozpoznawalną grupę, tworzącą szyję i głowę orła. Zeta (ζ Aql) i Epsilon (ε Aql) stanowią koniec jednego skrzydła, Theta (θ Aql) tworzy drugie, a Lambda (λ Aql) – ogon. 
- Atrakcją Orła jest Eta (η) Aquilae, będąca jedną z najjaśniejszych cefeid na niebie. Jej jasność waha się między 3,48 a 4,39m, z okresem 7,177 dnia. Jest jasnym nadolbrzymem. Jej odległość od Słońca wynosi około 1170 lat świetlnych. Obserwatorzy gwiazd zmiennych mogą pokusić się o wyznaczenie krzywej zmian blasku cefeidy. Zmiana jej jasności jest odpowiednią zmienną nawet dla osób początkujących.
- Altair (α Aql) jest trzynastą najjaśniejszą gwiazdą na niebie i najjaśniejszą tej konstelacji. Jej nazwa pochodzi od arabskiego słowa, które oznacza lecący orzeł. Altair wyznacza dolny wierzchołek i wraz z Wegą i Denebem tworzą charakterystyczną formację, asteryzm, Trójkąta Letniego[4].
- Gwiazda H Aql jest odległa o około 1400 lat świetlnych od Słońca. Jej masa jest równa dziewięciu masom Słońca i ma rozmiary 107. razy większe od naszej gwiazdy. Wiek gwiazdy szacowany jest na niespełna 26 milionów lat. Ze względu na silny blask jest obok delty Cephei i Zety Geminorum najłatwiejszą  do obserwacji cefeidą na północnym niebie[5].
- W Orle istnieją dwie słabe gwiazdy podwójne: 15 Aquilae ze składnikami piątej i siódmej wielkości oraz 57 Aquilae o składnikach szóstej wielkości gwiazdowej, o separacji odpowiednio 40″ i 2,3″.

### Interesujące obiekty
- Wielka Szczelina (ang. Great Rift), długie pasmo pyłu i gazu w płaszczyźnie Drogi Mlecznej, rozciągające się od Strzelca do Łabędzia, jest najlepiej widoczna w Orle. Na ciemnym niebie dostrzegalna jest jako pasmo rozłupujące Drogę Mleczną na dwa oddzielne „strumienie”.
- Gromada otwarta NGC 6709 jest jasnym i pięknym trójkątnym zgromadzeniem średnich i słabo świecących, gwiazd, z których około 40 można zobaczyć przez 20-centymetrowy teleskop. Można ją odnaleźć na granicy z Wężownikiem, na południowy zachód od Zety Aql[5].
- W 15-centymetrowym teleskopie NGC 6755 widać mniejszą, podobną do chmury gromadę otwartą z wieloma słabymi gwiazdami. Jest położona na zachód od Delta Aql i zawiera około setki gwiazd[5].
- Znajdująca się obok gromada otwarta NGC 6756 jest znacznie słabsza i mniejsza, gdyż świeci z całkowita jasnością 10,6m i ma tylko 4 minuty średnicy.

Orzeł zawiera sporo doskonałych mgławic planetarnych, z których najładniejsza:
- NGC 6751, jest małym okrągłym mglistym dyskiem o szarawym zabarwieniu[1].
- NGC 6772, nieco większa, ale bledsza, ma wygląd półprzezroczystego szarawego dysku z ciemniejszym centrum[1].
- NGC 6803 przedstawia sobą mały jasny niebieski dysk[1].
- NGC 6804 to nieduży owalny szarawy dysk mgły, otoczony pobliskimi gwiazdami[1].

Gwiazdozbiór Orła przechodzi przez Drogę Mleczną.

## Gwiezdne trio
Altair ma dwóch sąsiadów: czwartej wielkości Alshain, czyli Beta (β) Aquilae, oraz trzeciej wielkości, wyraźnie pomarańczowego, Tarazeda, czyli Gamma (γ) Aquilae, z którymi tworzy wyróżniające się trio, tworząc miejscowy asteryzm czasem określany mianem Trzech Generałów.